# 1982–1983-as magyar jégkorongbajnokság
A 46. első osztályú jégkorongbajnokságban három csapat indult el. A mérkőzéseket 1982. november 8. és 1983. február 4. között a budapesti Kisstadionban, a Megyeri úti jégpályán, valamint a székesfehérvári jégpályán rendezték meg.
A szezon végén búcsúzott az Újpesttől Vitalij Davidov, akinek sikerült 11 év után újból bajnokcsapatot faragnia a lilákból. A mester a Dinamo Moszkva edzőjeként folytatta a pályafutását.

## OB I. 1982/1983
|    | Csapat                | M  | GY | D | V  | GK    | Pont |
| -- | --------------------- | -- | -- | - | -- | ----- | ---- |
| 1. | Újpest Dózsa          | 16 | 9  | 2 | 5  | 74-66 | 20   |
| 2. | Ferencváros           | 16 | 8  | 2 | 6  | 71-56 | 18   |
| 3. | Székesfehérvári Volán | 16 | 4  | 0 | 11 | 54-77 | 8    |

## A bajnokság végeredménye
1. Újpest Dózsa

2. Ferencvárosi TC

3. Székesfehérvári Volán SC

## Az Újpest Dózsa bajnokcsapata
Ancsin János, Buzás Gábor, Buzás György, Eperjessy Miklós (kapus), Farkas József, Flóra Péter, Gogolák László, Horváth István, Kevevári Kálmán, Kovács Csaba, Kucsera Péter, Lantos Gábor, Legéndy Imre, Menyhárt Gáspár, Pék György, Szabó István, Szadovszky Gábor (kapus), Szeles Dezső
Edző: Vitalij Davidov

## A bajnokság különdíjasai
- Az évad legjobb ifjúsági korú játékosa (Leveles Kupa): Ancsin László (Újpest Dózsa)